# McLaren MCL36
El McLaren MCL36 fue un monoplaza de Fórmula 1 diseñado por James Key para disputar la temporada 2022. Fue conducido por Daniel Ricciardo y Lando Norris.
El chasis fue presentado oficialmente el 11 de febrero de 2022 en la sede de McLaren, ubicada en Woking, Reino Unido.

## Resultados
(Clave) (negrita indica pole position) (cursiva indica vuelta rápida)

| Año     | Motor                        | Neu. | N.º | Pilotos          | 1   | 2   | 3   | 4   | 5   | 6   | 7   | 8   | 9   | 10  | 11  | 12  | 13  | 14  | 15  | 16  | 17  | 18  | 19  | 20  | 21   | 22  | Puntos | Pos. |
| ------- | ---------------------------- | ---- | --- | ---------------- | --- | --- | --- | --- | --- | --- | --- | --- | --- | --- | --- | --- | --- | --- | --- | --- | --- | --- | --- | --- | ---- | --- | ------ | ---- |
| 2022    | Mercedes-AMG F1 M13 V6 Turbo | P    |     |                  | BHR | ARA | AUS | EMI | MIA | ESP | MON | AZE | CAN | GBR | AUT | FRA | HUN | BEL | NED | ITA | SIN | JPN | USA | MEX | SÃO  | ABU | 159    | 5.º  |
| 2022    | Mercedes-AMG F1 M13 V6 Turbo | P    | 3   | Daniel Ricciardo | 14  | Ret | 6   | 186 | 13  | 12  | 13  | 8   | 11  | 13  | 9   | 9   | 15  | 15  | 17  | Ret | 5   | 11  | 16  | 7   | Ret  | 9   | 159    | 5.º  |
| 2022    | Mercedes-AMG F1 M13 V6 Turbo | P    | 4   | Lando Norris     | 15  | 7   | 5   | 35  | Ret | 8   | 6   | 9   | 15  | 6   | 7   | 7   | 7   | 12  | 7   | 7   | 4   | 10  | 6   | 9   | Ret7 | 6   | 159    | 5.º  |
| Fuente: |                              |      |     |                  |     |     |     |     |     |     |     |     |     |     |     |     |     |     |     |     |     |     |     |     |      |     |        |      |